# Polynesian Airlines

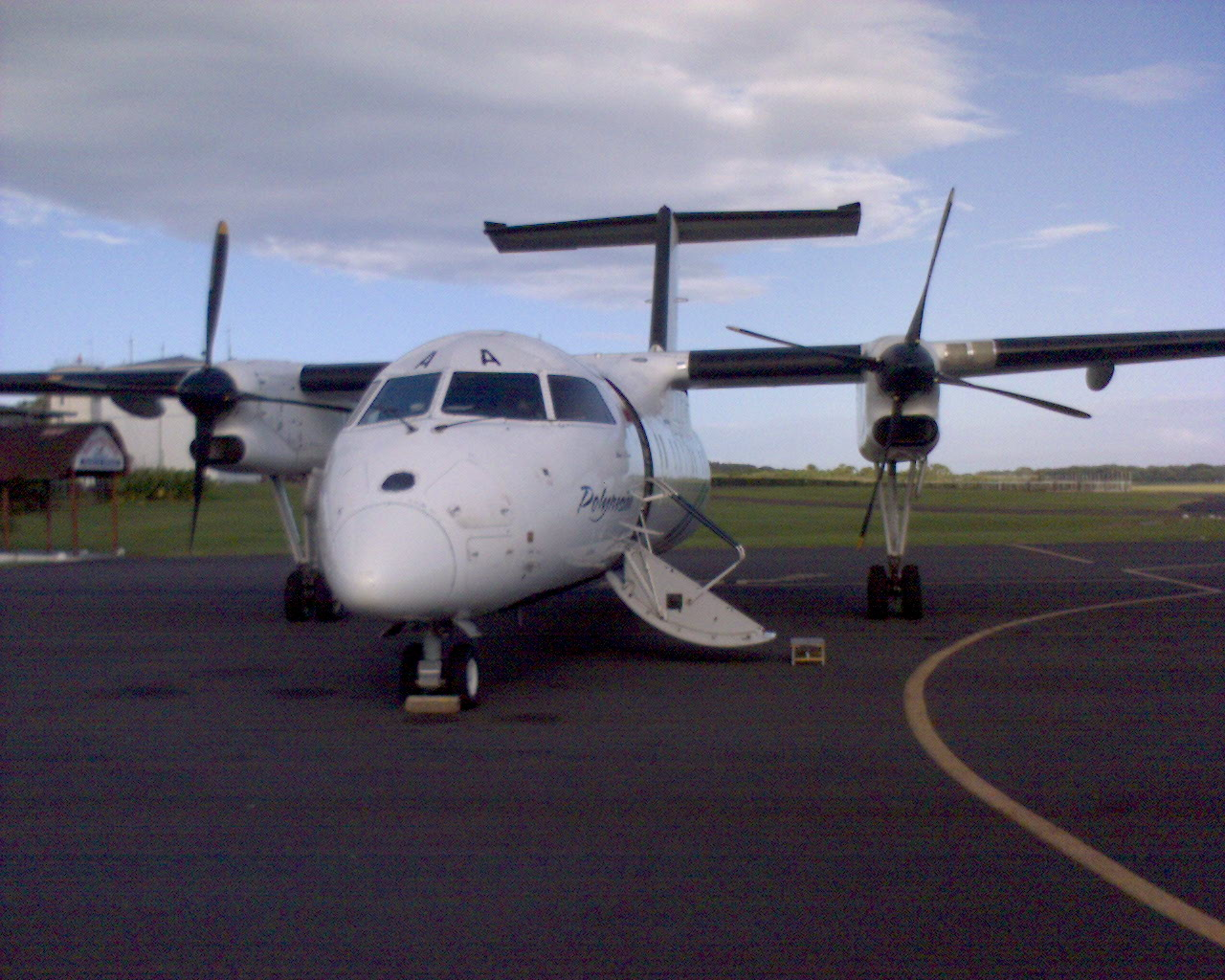
DHC-8-100 авіакомпанії Polynesian Airlines, 2007 рік

Polynesian Airlines — національна авіакомпанія Самоа зі штаб-квартирою в столиці країни Апіа, виконує регулярні внутрішні пасажирські перевезення між аеропортами островів Самоа. Раніше компанія працювала на міжнародних маршрутах, однак, з приходом на ринок перевізників Polynesian Blue і Virgin Blue авіакомпанія майже повністю зосередилася на рейсах усередині країни Портом приписки авіакомпанії і її головним транзитним вузлом є Міжнародний аеропорт Фалеоло.

## Історія
Авіакомпанія Polynesian Airlines була заснована в 1959 році і почала операційну діяльність у серпні того ж року з відкриття регулярного маршруту з Апіа в Паго-Паго на літаках Percival Prince. У 1971 році уряд Західного Самоа придбав контрольний пакет акцій перевізника. У 1982 році керівництво Polynesian Airlines підписало п'ятирічний контракт на передачу управління перевізником австралійській магістральній авіакомпанії Ansett Airlines, в 1987 році продовжений ще на десять років. У лютому 1995 року був підписаний договір на створення комерційного альянсу з національною авіакомпанією Нової Зеландії Air New Zealand в цілях використання код-шерінгових угод на загальних регулярних рейсах, збільшення продажів авіаквитків та інших спільних проектів двох перевізників.
Polynesian Airlines повністю належить уряду Самоа. У свою чергу авіакомпанії належить 49 % акцій іншого авіаперевізника Polynesian Blue.

## Маршрутна мережа
Авіакомпанія виконають регулярні рейси з аеропортів регіонального значення Самоа з свого головного транзитного вузла (хаба) в Міжнародному аеропорту Фалеоло. Найбільш важливим і комерційно значущою маршрутом є рейс у Міжнародний аеропорт Паго-Паго.

### Колишні маршрути
Аж до 2005 року Polynesian Airlines обслуговувала міжнародні напрямки в Окленд та Веллінгтон Нової Зеландії, Брисбен, Мельбурн та Сідней в Австралії, Раротонгу на острові Кука, Папеете у Французькій Полінезії, а також мала блоки пасажирських місць на рейсах авіакомпанії Air New Zealand в Гонолулу та Лос-Анджелес на літаках Boeing 767.

## Флот
Станом на листопад 2008 року повітряний флот авіакомпанії Polynesian Airlines становили такі літаки:
- 2 × De Havilland Canada DHC-6 Twin Otter Series 300
- 1 × Britten-Norman BN2A Islander